# Deridea
Deridea is een geslacht van kevers uit de familie oliekevers (Meloidae).
Het geslacht is voor het eerst wetenschappelijk beschreven in 1875 door Westwood.

## Soorten
Het geslacht omvat de volgende soorten:
- Deridea curculionides Westwood, 1875
- Deridea flacipennis Borchmann, 1942
- Deridea notata Thomas, 1897